# Годы войны (фонтан)
Фонтанный комплекс «Годы войны» — самый объёмный фонтан Москвы, в котором одновременно циркулирует 15 тысяч м³ воды. Расположен на одноимённой аллее парка Победы, тянется от стены на Поклонной горе до Триумфальной арки. Это одно из мест, откуда мэр Москвы объявляет о начале фонтанного сезона.
Открытие фонтана состоялось в 1995 году и было приурочено к 50-летию окончания Великой Отечественной войны. Комплекс состоит из 15 чаш, в каждой — 15 вертикальных струй. Их общее количество — 225 — символизирует недели, в течение которых длилась война. Из-за ярко-алой подсветки в темное время суток эти фонтаны называют «кровавыми». Ранее подсветка была оборудована галогенными лампами, что приводило к большим затратам электроэнергии. На 2018 год лампы полностью заменены на светодиодные. В 2008 году «Российская газета» присвоила фонтану звание «Самый патриотичный». А через десять лет комплекс «Годы войны» претендовал на звание «Самого интересного места Москвы».
На окраине парка оборудована станция водоподготовки, которая собирает воду с фонтанов, очищает её и возвращает обратно. За состоянием комплекса следит трест по строительству мостов и набережных «Гормост». Замена воды происходит до семи раз в месяц. Во время осушения чаши чистят специальными средствами. На эту процедуру рабочие тратят около суток. Купаться в фонтане и пить из него запрещено.
В конце 2017 года на время зимних праздников над фонтанными чашами установили фигуры светящихся в темноте вальсирующих пар, которые достигали пяти метров.